# Remopleuridioidea
A Remopleuridioidea a háromkaréjú ősrákok (Trilobita) osztályához és az Asaphida rendjéhez tartozó öregcsalád.

## Rendszerezés
Az öregcsaládba az alábbi családok tartoznak:
- Auritamidae
- Bohemillidae
- Hungaiidae
- Idahoiidae
- Remopleurididae